# Чавун (фільм, 1964)
«Чавун» — грузинський радянський короткометражний фільм 1964 року грузинсько-французького кінорежисера Отара Іоселіані.

## Сюжет
«Чавун» — робота, якою Отар Іоселіані захистив ВГІКівський диплом режисера. Це корометражка, знята на металургійному комбінаті в Руставі. У ній немає ні дикторського тексту, ні синхронної мови. Зате присутнє щось більше. Більше - це погляд художника. Він помічає неначе найпростіші деталі. Ось в коротку паузу — квапливий ковток з пляшки, щоб утамувати спрагу. І знову робота. Відпочинок — повітря з вентилятора освіжає розпалені м'язи. Сорочки, скинуті з плечей, полощуться на вітрі, роздуваючись, як химерні бурдюки. Під час обідньої перерви над розплавленим чавуном смажаться шашлики. І ще люди під душем після зміни. Чиста сорочка з насолодою натягається на тіло. І нова зміна, яка крокує по металевих рівнях. Робоча людина у першій картині Іоселіані не трафаретний герой документального репортажу. Байдуже, чи ефектний він, чи красиво сяє його капелюх металурга, — капелюха, до речі, немає. Це людина, показана в щоденній праці. У буднях знайдена строга краса, свідомість і поезія роботи.